# بلباو
بلباو (بالإسبانية: Bilbao) مدينة تقع في الشمال الأوسط من إسبانيا، وهي عاصمة مقاطعة بيسكاي. عدد سكانها 352.700 نسمة. وتعتبر بلباو مركزًا صناعيًا وتجاريًا في منطقة غنية بمناجم الحديد. وهي كذلك ميناء بحري هام رغم وقوعها على بعد نحو 13 كم من خليج بسكاي. ويشق نهر نيرفن المدينة ليصب في الخليج. وتشمل صادرات المدينة الحديد والصلب والدقيق والورق والزجاج والجلود. أنشئت بلباو في حوالي عام 1300 م.

## التاريخ
عُثِر على مواقع الدفن من 6.000 سنة على جبال أفريل وألكساندا؛ كما عثر على بقايا مستوطنة قديمة تم اكتشافها على قمة جبل ملمسين يرجع تاريخها من القرن الثاني للقرن الثالث قبل الميلاد. وقد حدد لتكونعدد من الباحثين هذه البقايا لتكون أساس المدينة القديمة «أمنون بورتوس» طبقا للمؤرخ بليني الأكبر، وغيرهم على ان تكون مدينة Flaviobriga طبقا للمؤرخ بطليموس. بقايا جدار من القرن الحادي عشر اكتشفت تحت كنيسة القديس أنطون.
تأسست بلباو في القرن الرابع عشر ثم جاءت موجة الاستيطان جنبا إلى جنب مع معظم مدن منطقة البسكايا التي تشكل نحو 70٪ من المجتمعات الحديثة في المنطقة. أسست الرب بسكاي، دييغو لوبيز V بارو (دييغو لوبيز الخامس من هارو)، بلباو عن طريق أمر من 15 يونيو 1300 م في بلد الوليد، الذي وافق عليه فرديناند الخامس ملك قشتالة وليون في بورغوس، في 4 يناير 1301 م. تأسست دييغو لوبيز المدينة الجديدة على الضفة اليمنى من نهر نيرفون، أرض الحكومة المحلية (Elizate) من الماهوجني (بيغونيا)، وقدم لها بوارو من أغرونو (وجرونو)، لائحة الحقوق والامتيازات في وقت لاحق، وقد ثبت أنها ضرورية لتطوير أدناه.
في بلباو كاتدرائية مكرسة ليعقوب بن زبدي («سانتياغو»)، تم بناؤها في نهاية القرن الثالث عشر، معبد صغير على الطريق إلى سانتياغو، وتوسعت خلال القرون التالية. أنها بنيت أساساً على الطراز القوطي وأعيد بناؤها في إحياء القوطية. بالإضافة إلى أن كاتدرائية، بلباو لديها العديد من الكنائس على الطراز القوطي.
في القرن السادس عشر كانت المدينة تصنع السيوف (سيف ذو حدين)، وقراءة اسم («بيلبو السيوف»). السيوف H «بيلبو» كانت كبيرة السيوف، مع شفرة مزورة مرنة بشكل جيد، واكتسب شعبية بين البحارة والأوروبيين الذين هاجروا إلى العالم الجديد (أمريكا). بسبب سمعة هذه السيوف، ويذكرون أيضا مسرحية وليام شكسبير، وربما أقرب إلى مدينة وثائق القيد التاريخي اسمها.
وكان بلباو مدينة الرمادي الصناعية غير معروف نسبياً حتى نهاية التسعينات من القرن العشرين، عندما تم افتتاح المدينة متحف غاغينهايم للفنون الجميلة. المتحف يحتوي على التصميم المبتكر صمم من قبل المهندس المعماري الأمريكي فرانك جيري وفتحت بلباو على خريطة السياحة المنظمة.

## الجغرافيا
تقع بلباو في طرف شبه الجزيرة الأيبيرية وتبعد 19 كيلومتراً عن خليج بسكاي، وتغطي 40,65 كيلومتر مربع ومنها 17,35 مناطق سكنية و 23,30 كيلومتر مربع هي جبال. وتقع المدينة بين سلاسل جبال الكانتابر والبيرنييس.

## الديموغرافيا
بلغ عدد سكان مدينة بلباو 346.096 نسمة عام 2023 (وفقاً للمعهد الوطني للإحصاء الإسباني).
| 358.875 | 357.589 | 353.950 | 353.173 | 353.168 | 354.860 | 352.700 | 346.096 |

## المناخ
مناخ مدينة بلباو هو مناخ محيطي، تهطل الأمطار في 40% من أيام السنة و 45% من أيام السنة غائمة. في نوفمبر يتواجد الثلوج على قمم الجبال المحيطة للمدينة.

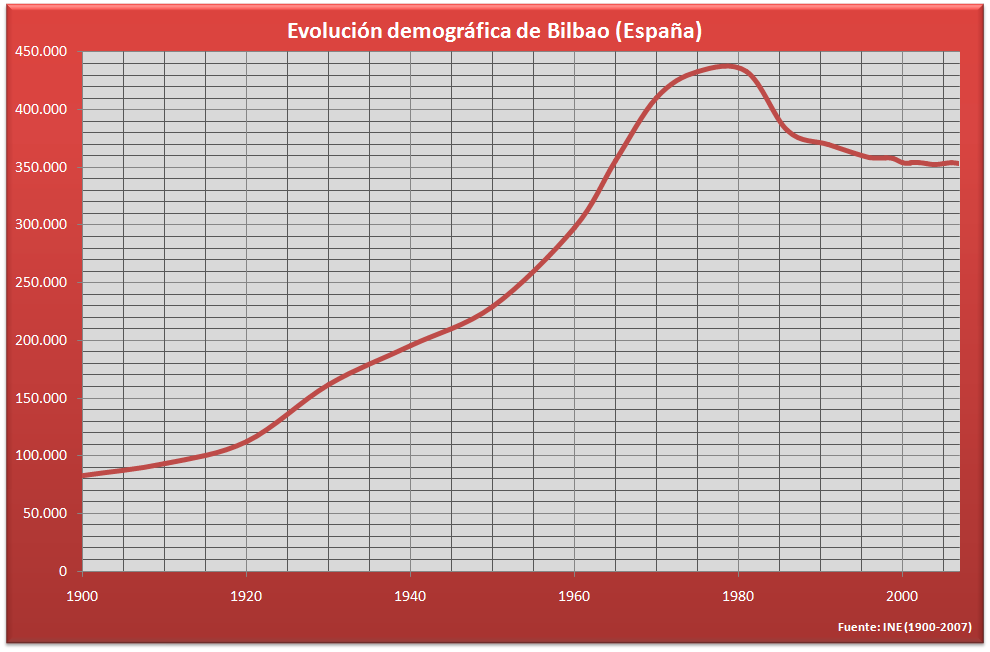
بلباو التتطور الديموغرافي (1900–2005).

| البيانات المناخية لـبلباو                     | البيانات المناخية لـبلباو | البيانات المناخية لـبلباو | البيانات المناخية لـبلباو | البيانات المناخية لـبلباو | البيانات المناخية لـبلباو | البيانات المناخية لـبلباو | البيانات المناخية لـبلباو | البيانات المناخية لـبلباو | البيانات المناخية لـبلباو | البيانات المناخية لـبلباو | البيانات المناخية لـبلباو | البيانات المناخية لـبلباو | البيانات المناخية لـبلباو |
| الشهر                                         | يناير                     | فبراير                    | مارس                      | أبريل                     | مايو                      | يونيو                     | يوليو                     | أغسطس                     | سبتمبر                    | أكتوبر                    | نوفمبر                    | ديسمبر                    | المعدل السنوي             |
| --------------------------------------------- | ------------------------- | ------------------------- | ------------------------- | ------------------------- | ------------------------- | ------------------------- | ------------------------- | ------------------------- | ------------------------- | ------------------------- | ------------------------- | ------------------------- | ------------------------- |
| متوسط درجة الحرارة الكبرى °م (°ف)             | 13.2 (55.8)               | 14.5 (58.1)               | 15.9 (60.6)               | 16.8 (62.2)               | 20.1 (68.2)               | 22.6 (72.7)               | 25.2 (77.4)               | 25.5 (77.9)               | 24.4 (75.9)               | 20.8 (69.4)               | 16.4 (61.5)               | 14.0 (57.2)               | 19.1 (66.4)               |
| المتوسط اليومي °م (°ف)                        | 9.0 (48.2)                | 9.8 (49.6)                | 10.8 (51.4)               | 11.9 (53.4)               | 15.1 (59.2)               | 17.6 (63.7)               | 20.0 (68.0)               | 20.3 (68.5)               | 18.8 (65.8)               | 15.8 (60.4)               | 12.0 (53.6)               | 10.0 (50.0)               | 14.3 (57.7)               |
| متوسط درجة الحرارة الصغرى °م (°ف)             | 4.7 (40.5)                | 5.1 (41.2)                | 5.7 (42.3)                | 7.1 (44.8)                | 10.1 (50.2)               | 12.6 (54.7)               | 14.8 (58.6)               | 15.2 (59.4)               | 13.2 (55.8)               | 10.8 (51.4)               | 7.6 (45.7)                | 6.0 (42.8)                | 9.4 (48.9)                |
| الهطول مم (إنش)                               | 126 (5.0)                 | 97 (3.8)                  | 94 (3.7)                  | 124 (4.9)                 | 90 (3.5)                  | 64 (2.5)                  | 62 (2.4)                  | 82 (3.2)                  | 74 (2.9)                  | 121 (4.8)                 | 141 (5.6)                 | 116 (4.6)                 | 1٬191 (46.9)              |
| متوسط أيام هطول الأمطار                       | 13                        | 11                        | 11                        | 13                        | 12                        | 8                         | 7                         | 8                         | 9                         | 11                        | 12                        | 12                        | 127                       |
| ساعات سطوع الشمس الشهرية                      | 86                        | 97                        | 128                       | 128                       | 160                       | 173                       | 188                       | 179                       | 157                       | 123                       | 93                        | 78                        | 1٬590                     |
| المصدر: Agencia Estatal de Meteorología, Aena |                           |                           |                           |                           |                           |                           |                           |                           |                           |                           |                           |                           |                           |

## الاقتصاد

### البورصة
مشروع إنشاء سوق الأوراق المالية بدأت في بلباو في أوائل القرن التاسع عشر، على الرغم من أنها لم تنشأ حتى 21 يوليو 1890 وهو واحد من الأربعة البورصات الإقليمية في أسبانيا، وتقع الأخرى في برشلونة، مدريد، وفالنسيا. وهي مملوكة من قبل Españoles BOLSAS Mercados .

## الثقافة والحياة الاجتماعية

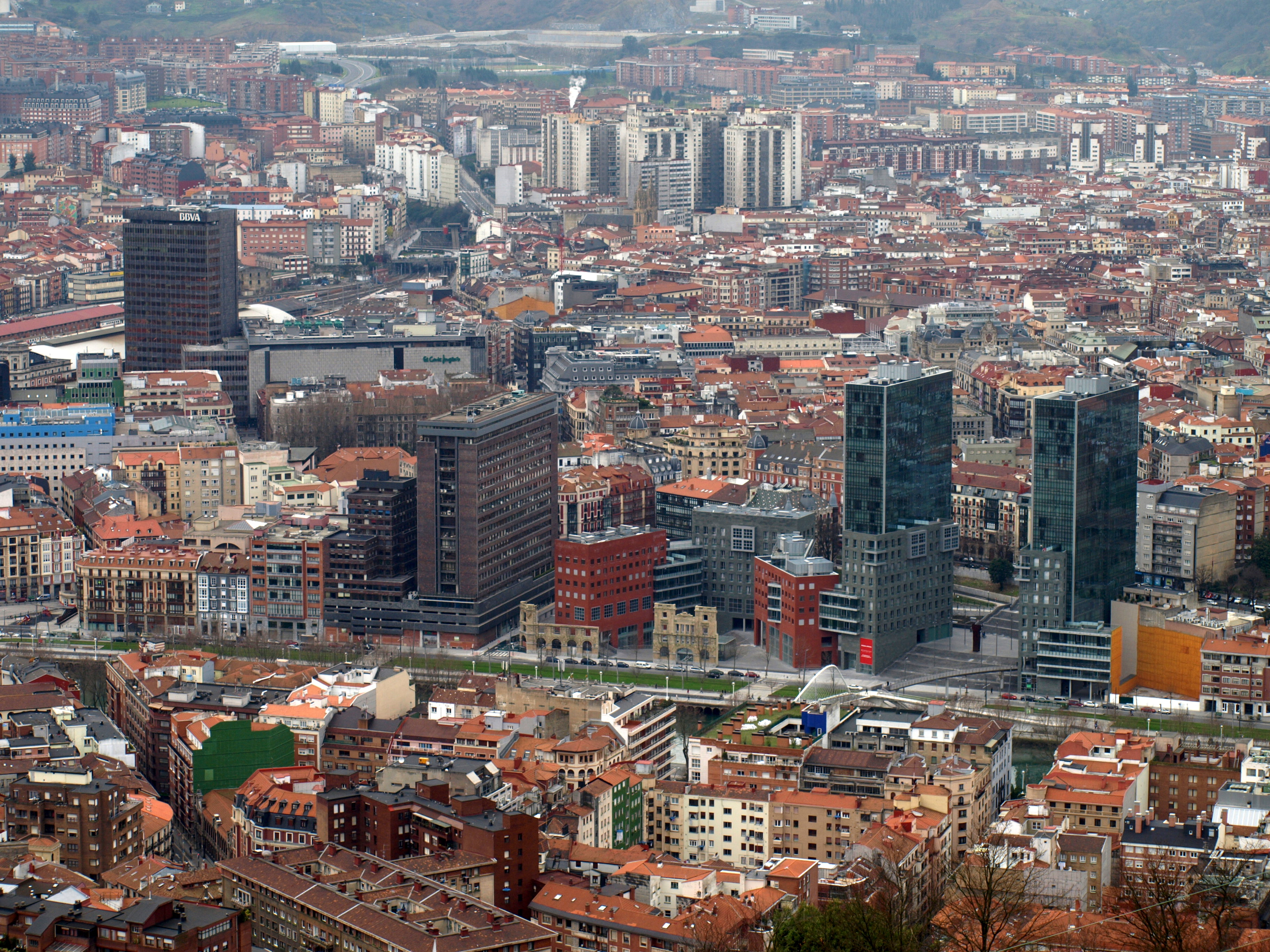
منظر لمدينة بلباو

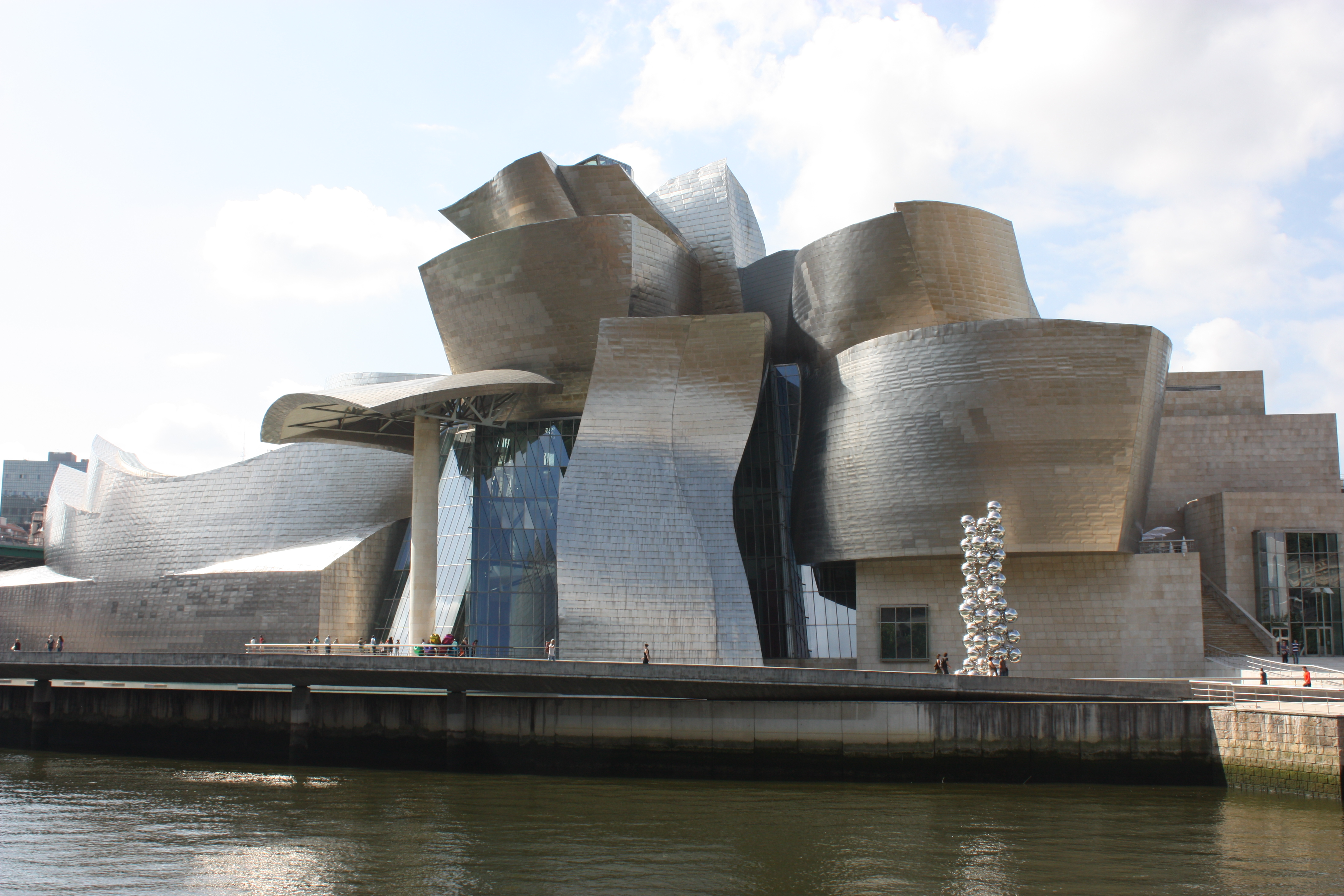
متحف غوغنهايم ، رمز بلباو الحديثة.

المتاحف تشمل متحف غوغنهايم بلباو الشهير للفن المعاصر ومتحف بلباو للفنون الجميلة، مع مجموعة كبيرة من اللوح الفنية الأسبانية.
مثل باقي المدن الأسبانية الأخرى، الليل لديهم طويل ومُفعم بالحياة.
يحتفلون بمهرجان لايف بلباو الموسيقي كل عام، الذي بدأ في عام 2006.

## المعالم
بني متحف غوغنهايم في بلباو في مكان أحواض بناء السفن التي كانت تحتل مساحة واسعة من النهر، وأصبح المتحف من المعالم السياحية للمدينة. وتم تطهير النهر، والورش القديمة على الشاطيء وأصبحت منطقة سكنية مرموقة. وقد شجع مدينة المهندسين المعماريين الدولية بناء المشاريع العمرانية. ويحتوي على الجسر والمطار التصميم الفريد سانتياغو كالاترافا، وبرج للمكاتب من تصميم سيزار بيلي، ومركز للمؤتمرات وقاعات الحفلات الموسيقية التي وضعتها وزارة سوريانو المهندسين المعماريين وبالاسيوس.

## الرياضة

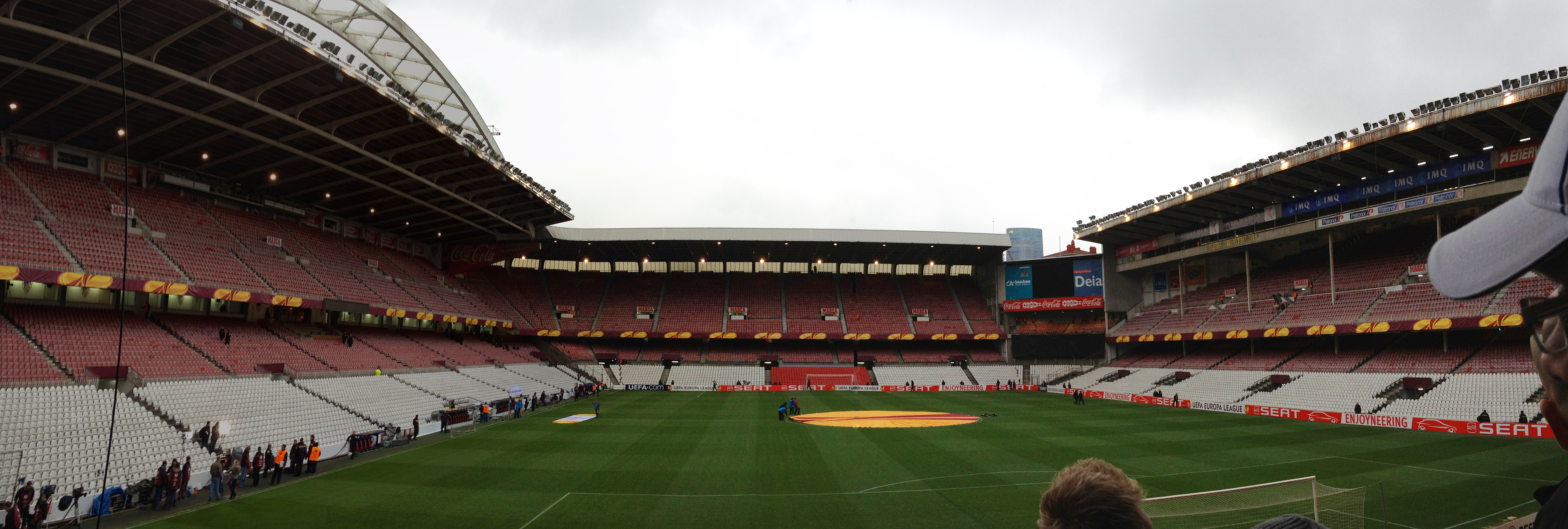
ملعب سان ماميس

كما هو الحال في إسبانيا، تعتبر كرة القدم من أبرز الرياضات في مدينة بلباو، تليها رياضة كرة السلة.
النادي الرئيسي في المدينة هو نادي أتلتيك بيلباو العريق، ويلعب في ملعب سان ماميس وهو أقدم ملعب في إسبانيا ويتسع ل 39,750 متفرج.ويتميز نادي أتلتيك بلباو أنه لا يضم أي لاعب للفريق من خارج إقليم الباسك.
في سنة 2013، تم تدشين ملعب جديد في المدينة باسم سان ماميس الجديد بجانب الملعب القديم حيث تم هدم الاخير بعد ذلك، حيث يتماشى الملعب الجديد مع معايير الفيفا والاتحاد الأوروبي لكرة القدم بخصوص الجودة والفخامة وتكلف تشييده حوالي 173 مليون يورو، تبلغ طاقته الاستعابية الاجمالية ما يقدر بـ 53289 متفرج

## صور من بلباو

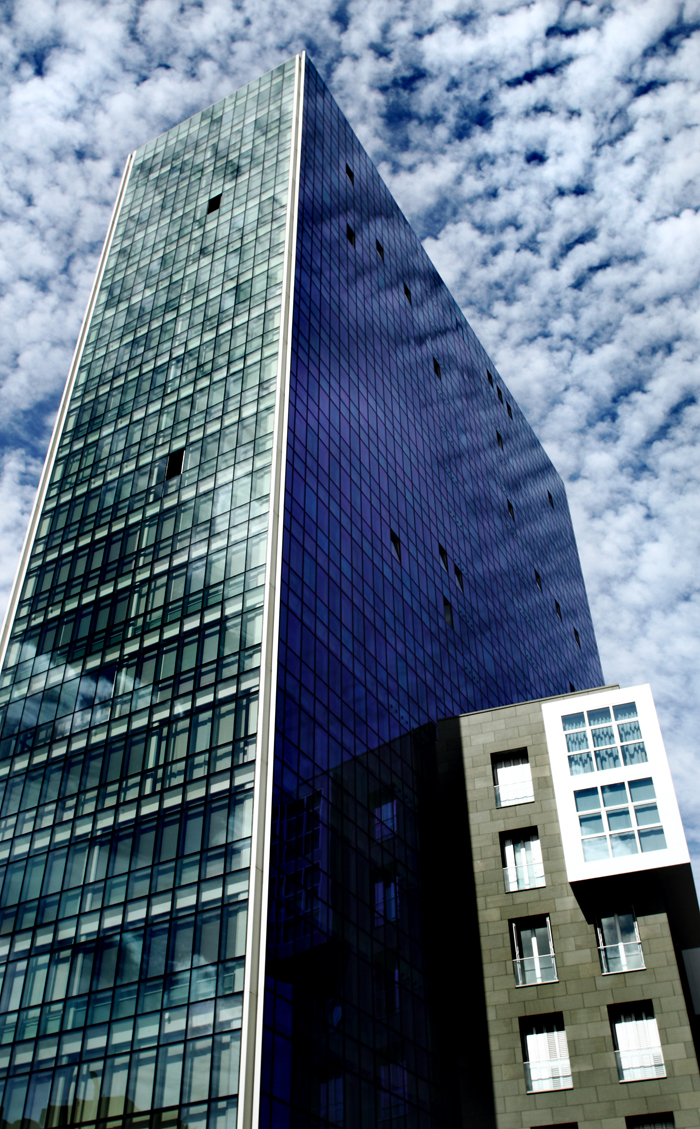
برج إيسوزاكي
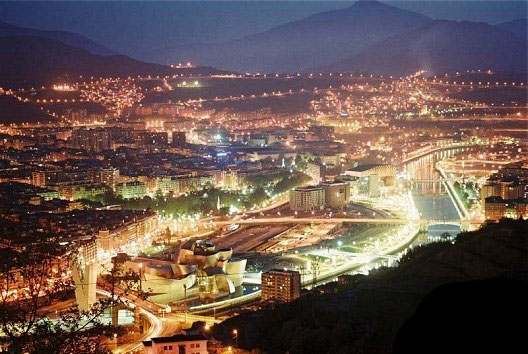
منظر بلباو في الليل
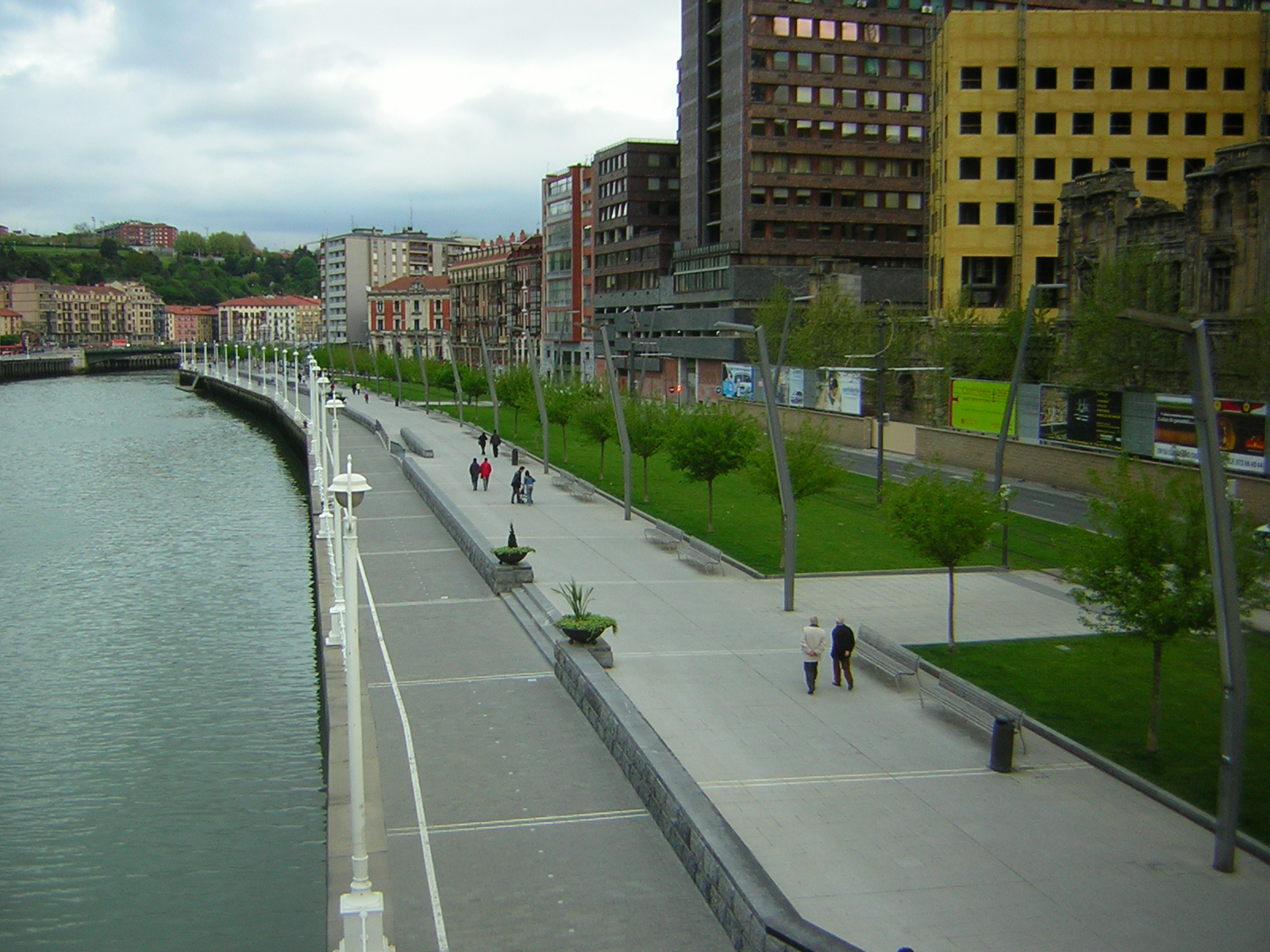
على شاطيء النهر
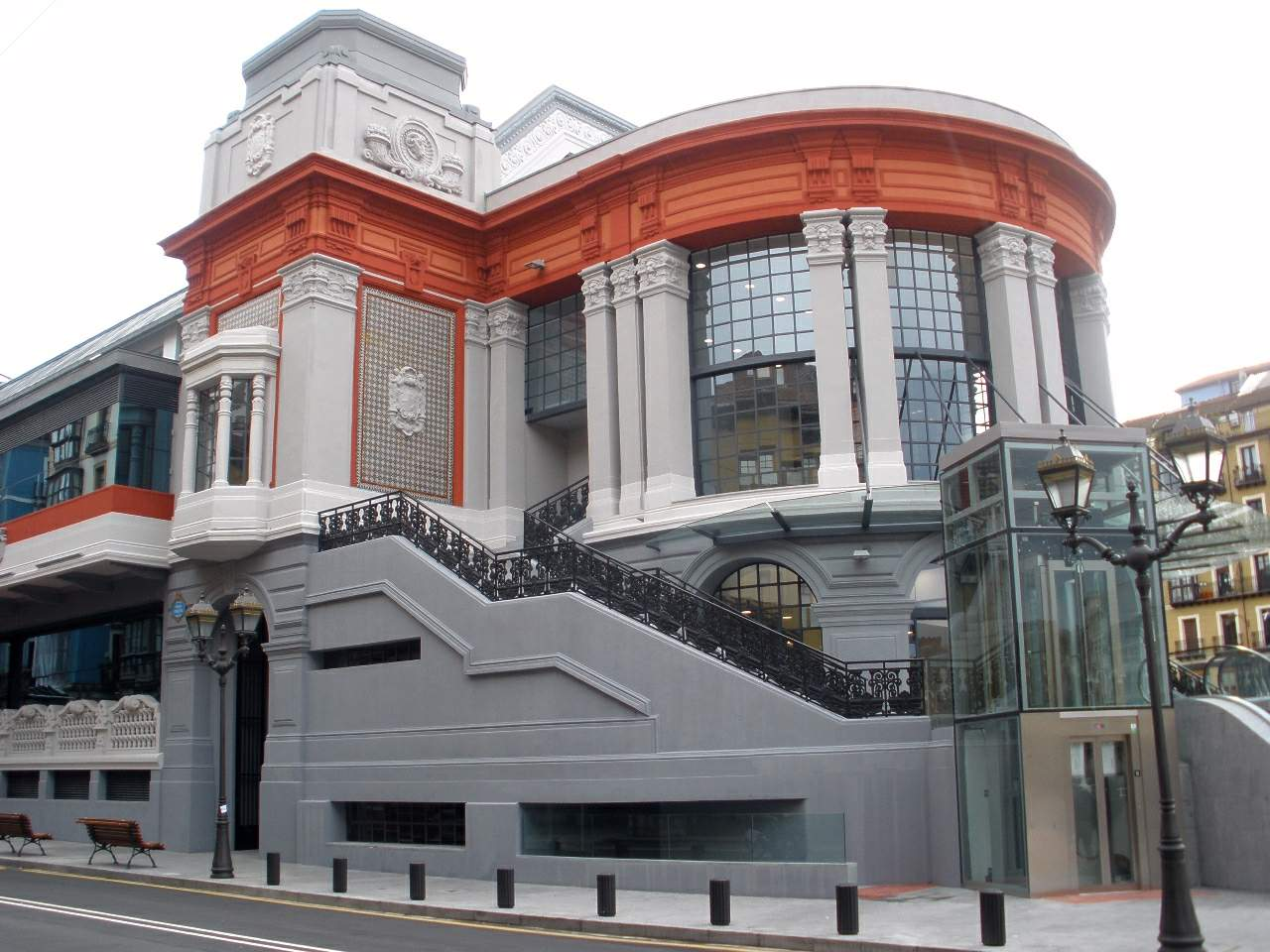
Mercado de la Ribera
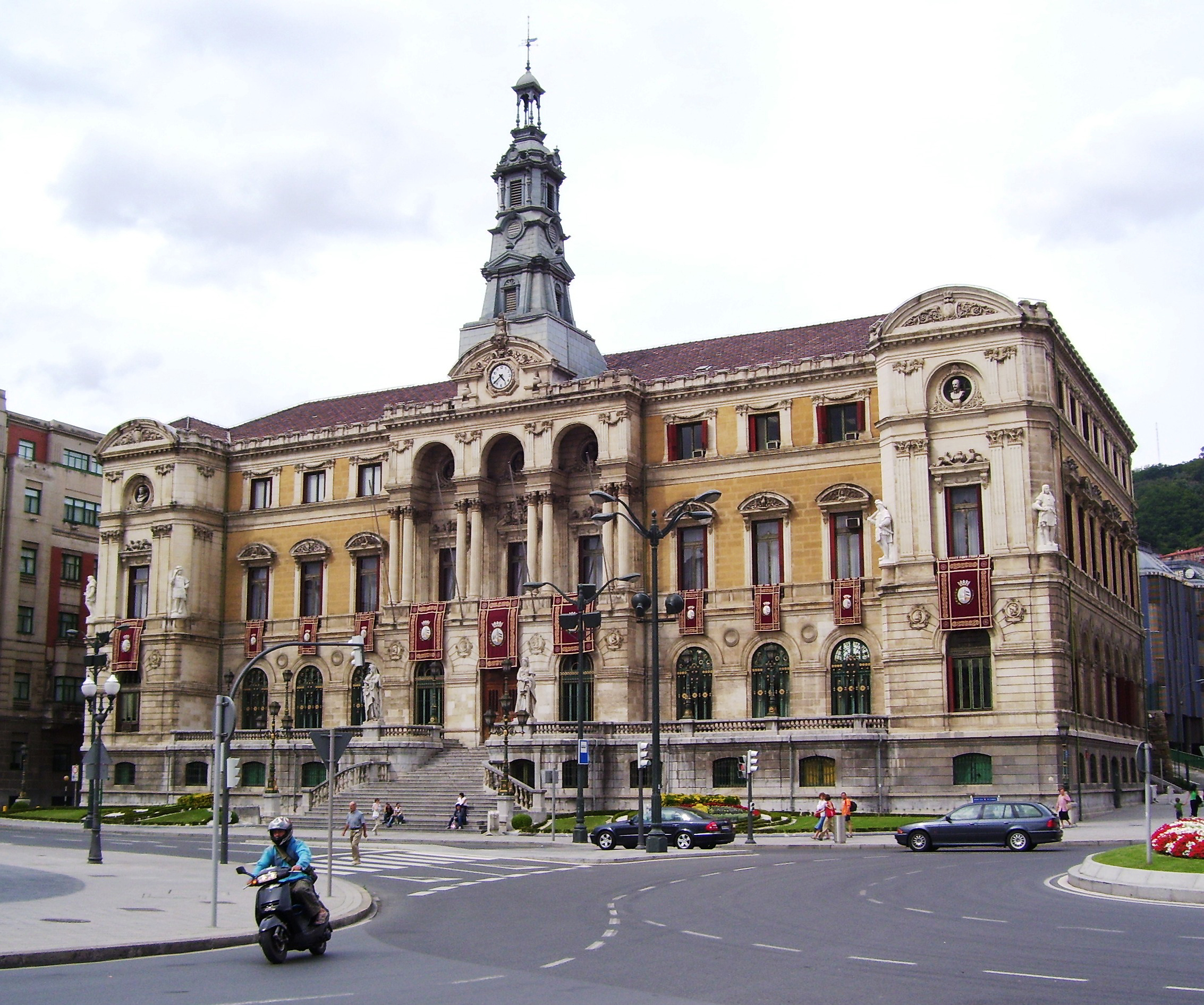
Ayuntamiento
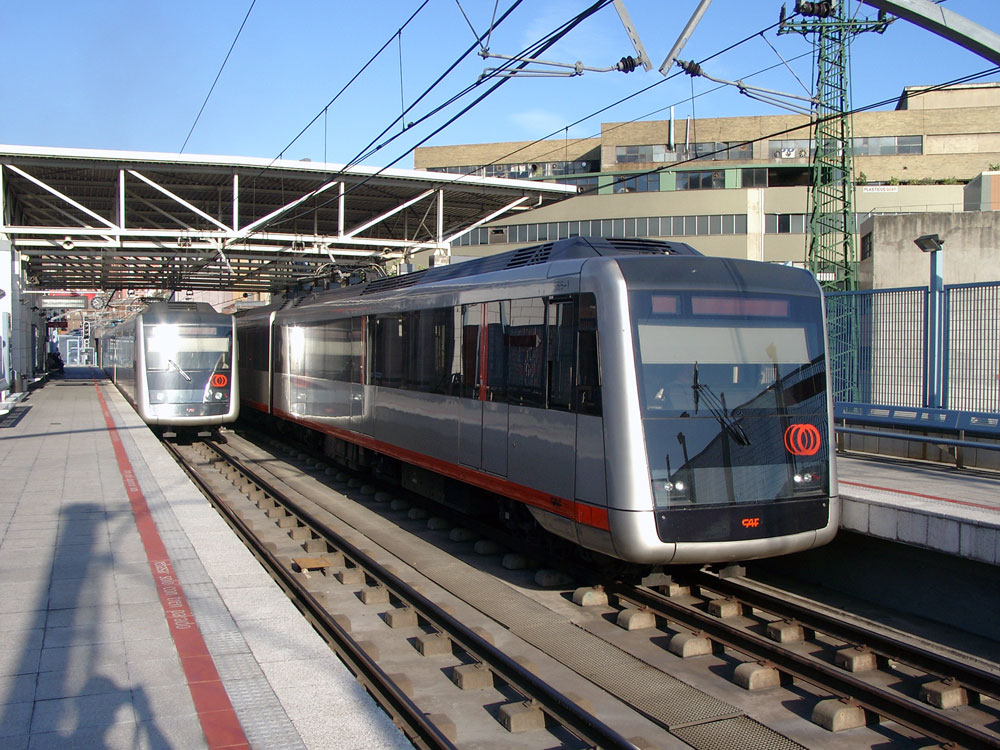
الانتقال بالمترو
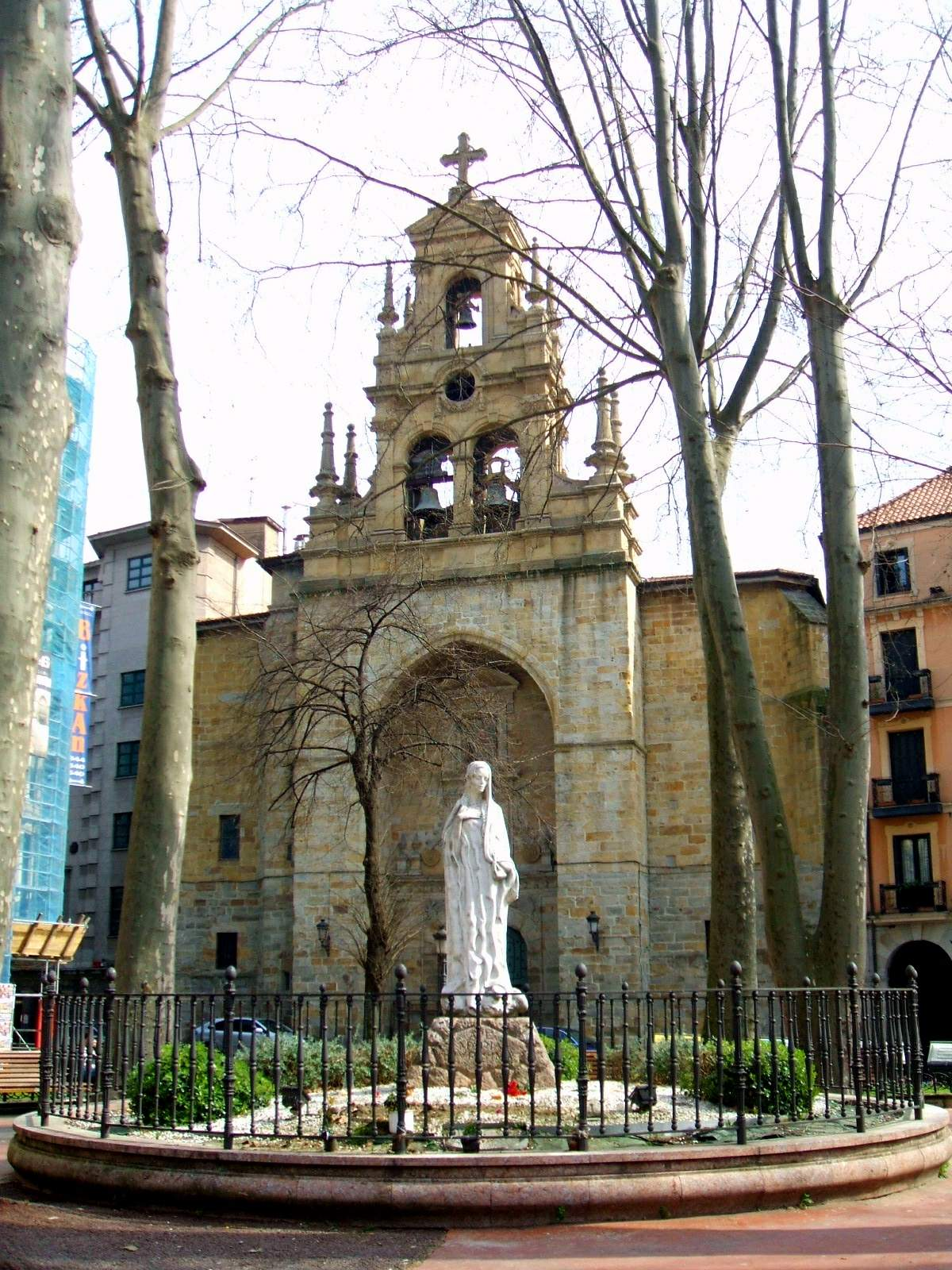
San Vicente de Abando
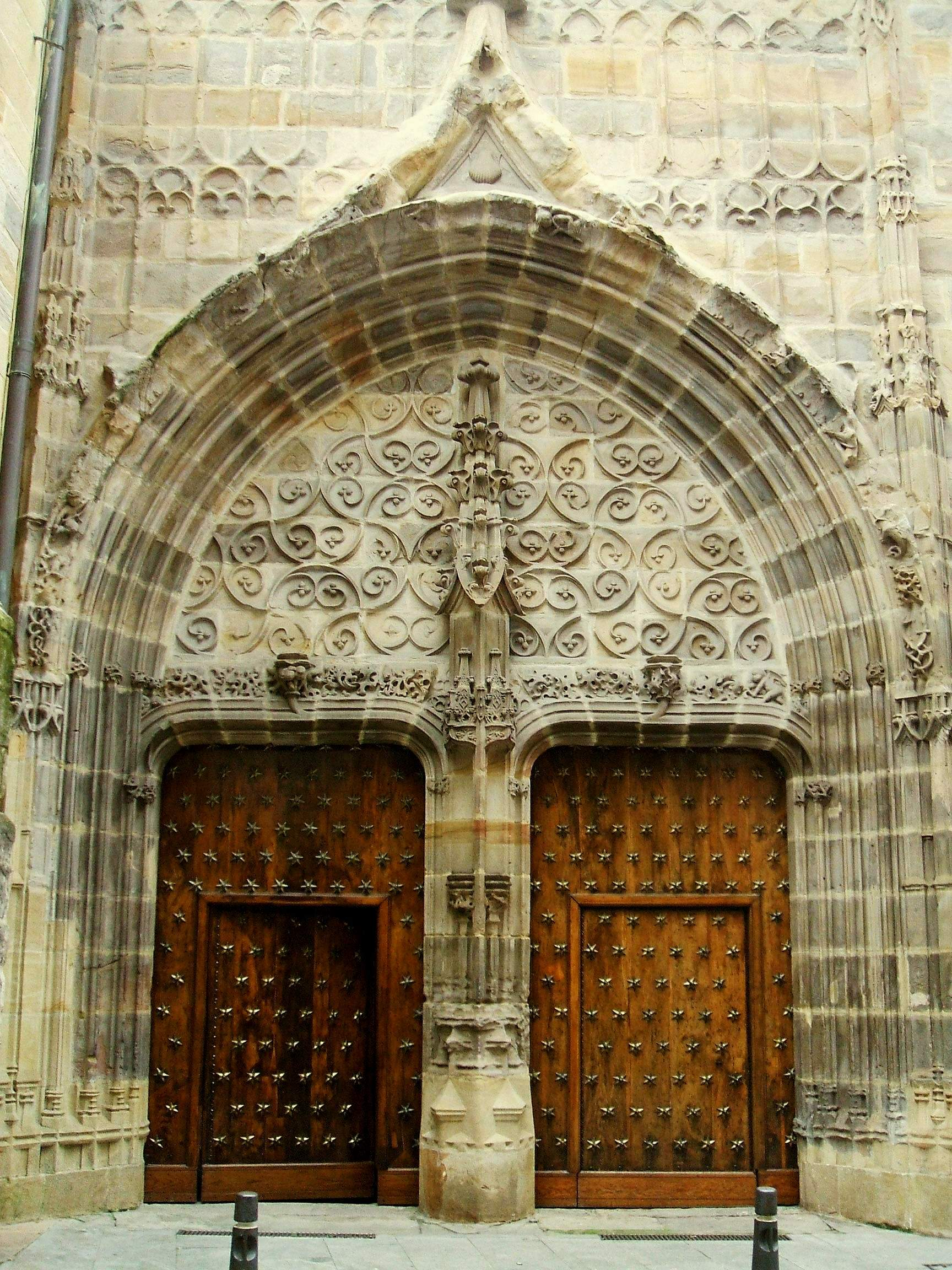
بوابة كتدرائية سانتياغو
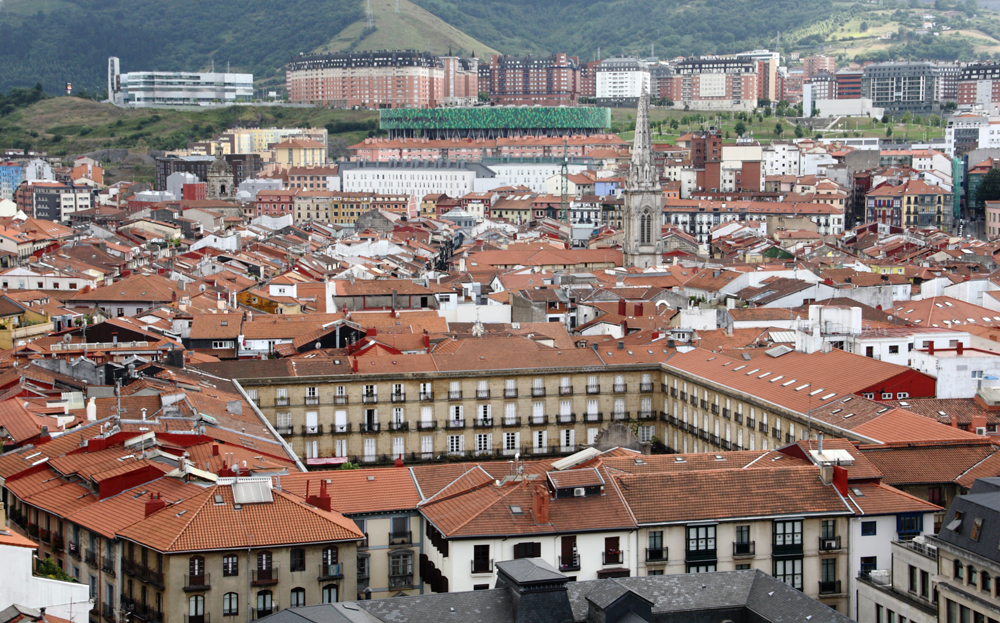
المدينة القديمة
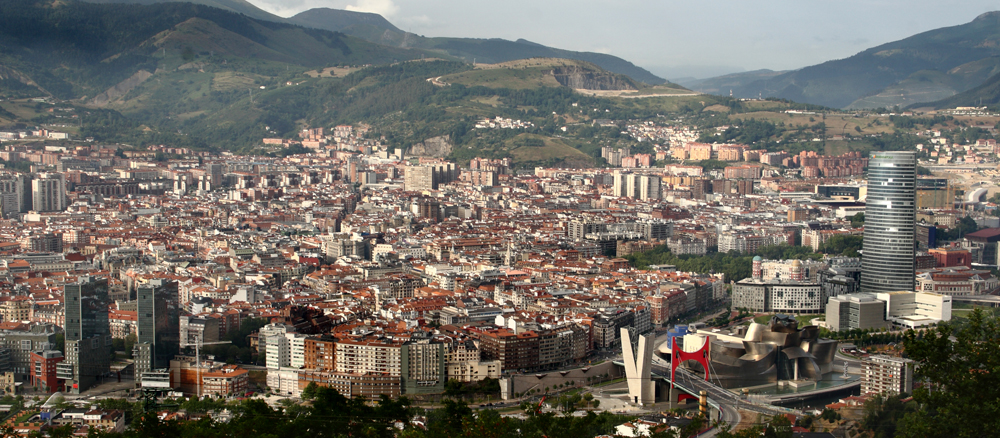
وسط بلباو ومتحف غوغنهايم
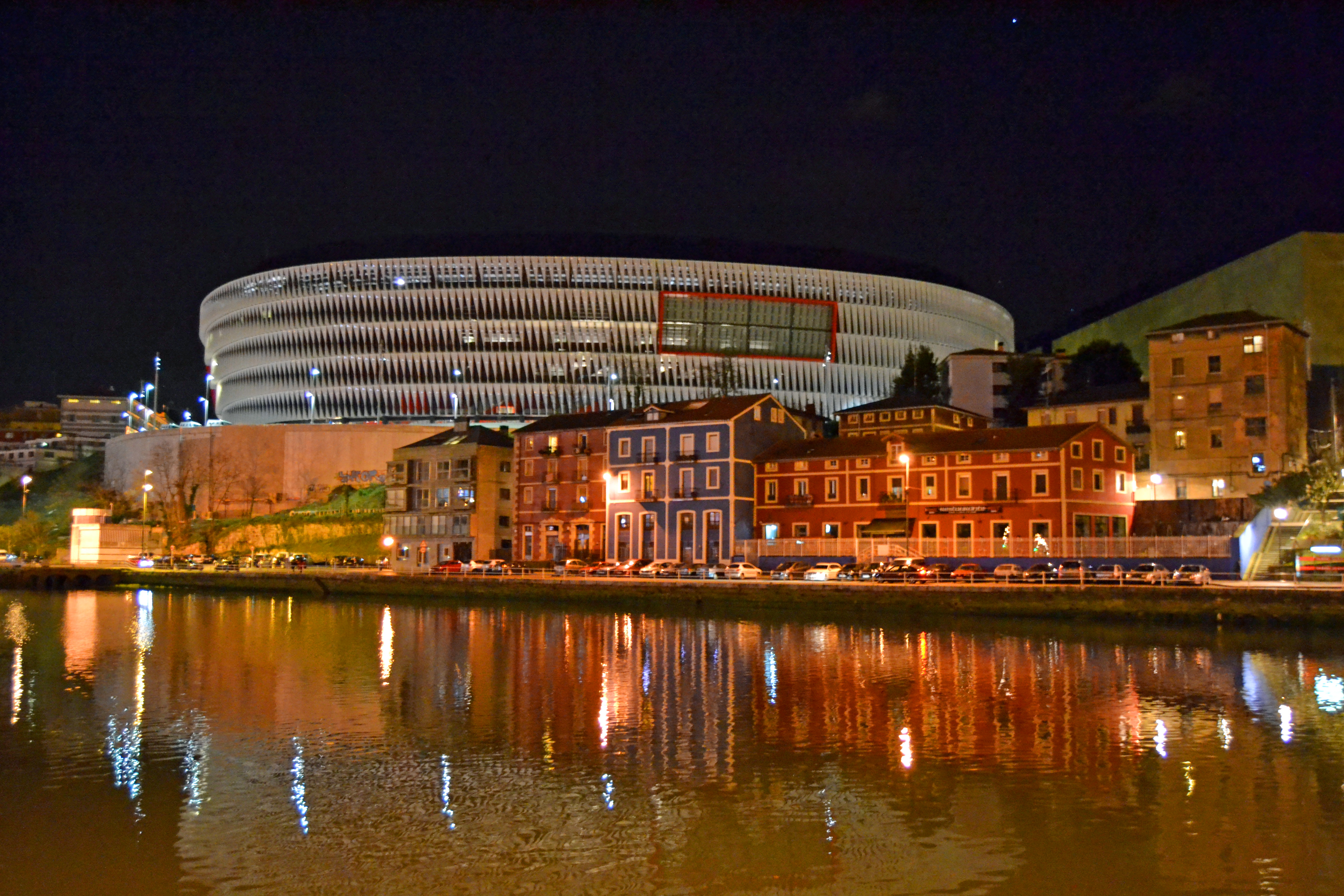
ستاد سان ماميس.

## وصلات خارجية
- الموقع الرسمي لمدينة بلباو